# Kiều Mạo
Kiều Mạo (giản thể: 桥瑁; phồn thể: 橋瑁; bính âm: Qiao Mao; 150? – 190?), tự Nguyên Vĩ (元偉), là quan viên, quân phiệt cuối thời Đông Hán trong lịch sử Trung Quốc.

## Tiểu sử
Kiều Mạo quê ở huyện Tuy Dương, nước Lương, Dự Châu, là cháu họ của thái úy Kiều Huyền. Ban đầu, Kiều Mạo giữ chức thứ sử Duyện Châu, quản lý có uy, huệ. Cuối thời Hán Linh đế, Mạo giữ chức thái thú quận Đông.
Tháng giêng năm 190, Kiều Mạo làm giả di thư của tam công, phát hịch cho các châu, quận, kể tội trạng của Đổng Trác, hiệu triệu chư hầu chống Đổng, lại tôn Viên Thiệu làm minh chủ.
Trong Tam quốc diễn nghĩa, sự kiện này được chuyển thành công lao của Tào Tháo.
Minh chủ Viên Thiệu đóng quân ở Hà Nội, còn bốn chư hầu Duyện Châu là thái thú Đông quận Kiều Mạo, thái thú Trần Lưu Trương Mạc, thái thú Sơn Dương Viên Di, thứ sử Duyện Châu Lưu Đại đóng quân ở Toan Tảo. Lúc đó Tào Tháo đang giữ chức Điển quân hiệu úy, hành Phấn Vũ tướng quân, tạm thời ở dưới trướng Trương Mạc.
Trước sức ép của liên quân, Đổng Trác dẫn theo Hán Hiến đế dời đô Trường An, bỏ lại thành Lạc Dương đổ nát. Tào Tháo sau khi thua trận ở Huỳnh Dương liền quay lại Toan Tảo, thúc giục các trấn chư hầu xuất quân, nhưng các trấn mỗi ngày mở tiệc, không dám giao tranh với quân Đổng Trác. Mâu thuẫn trong nội bộ liên quân dần dần trở lên gay gắt, Kiều Mạo cùng Lưu Đại bất hòa, bị Lưu Đại giết. Lưu Đại lấy bộ hạ Vương Quăng (王肱) làm thái thú Đông quận.

## Trong văn hóa
Trong tiểu thuyết Tam quốc diễn nghĩa của La Quán Trung, Kiều Mạo xuất hiện ở hồi 5, là một trong 18 lộ chư hầu hội minh ở Toan Tảo thảo phạt Đổng Trác. Sự kiện phát hịch kể tội được chuyển cho Tào Tháo. Khi Lã Bố đến Hổ Lao quan, Viên Thiệu dẫn các chư hầu ra giao chiến. Vương Khuông thua trận, may được Kiều Mạo, Viên Di dẫn quân đến cứu, buộc Lã Bố rút quân.
Cuối cùng, thứ sử Lưu Đại muốn mượn lương của Kiều Mạo. Mạo từ chối. Lưu Đại dẫn quân đi vào doanh trại của Kiều Mạo, giết chết rồi thu hàng quân đội của Mạo.